# 雙忠
雙忠，即雙忠神，尊稱為雙忠公。一般來說，指的是唐朝肅宗至德二載（757年）時，死守睢陽而身殉安史之亂的張巡、許遠，這兩位忠臣被奉為神明。從華北、江淮到福建、兩廣都有香火奉祀。

## 職能
- 鄉土神：福建泉州安溪縣人民，視之為鄉土的保護神之一，俗稱其為「尪公」。

- 防番之神：張巡死前曾起誓云：「臣雖為鬼，誓與賊為厲，以答明恩。」故金門縣縣民暱稱張巡為「張厲王」、「厲王爺」[1]。

- 茶農的守護神：傳說中尪公是驅趕害蟲之神[2]。

## 廟宇

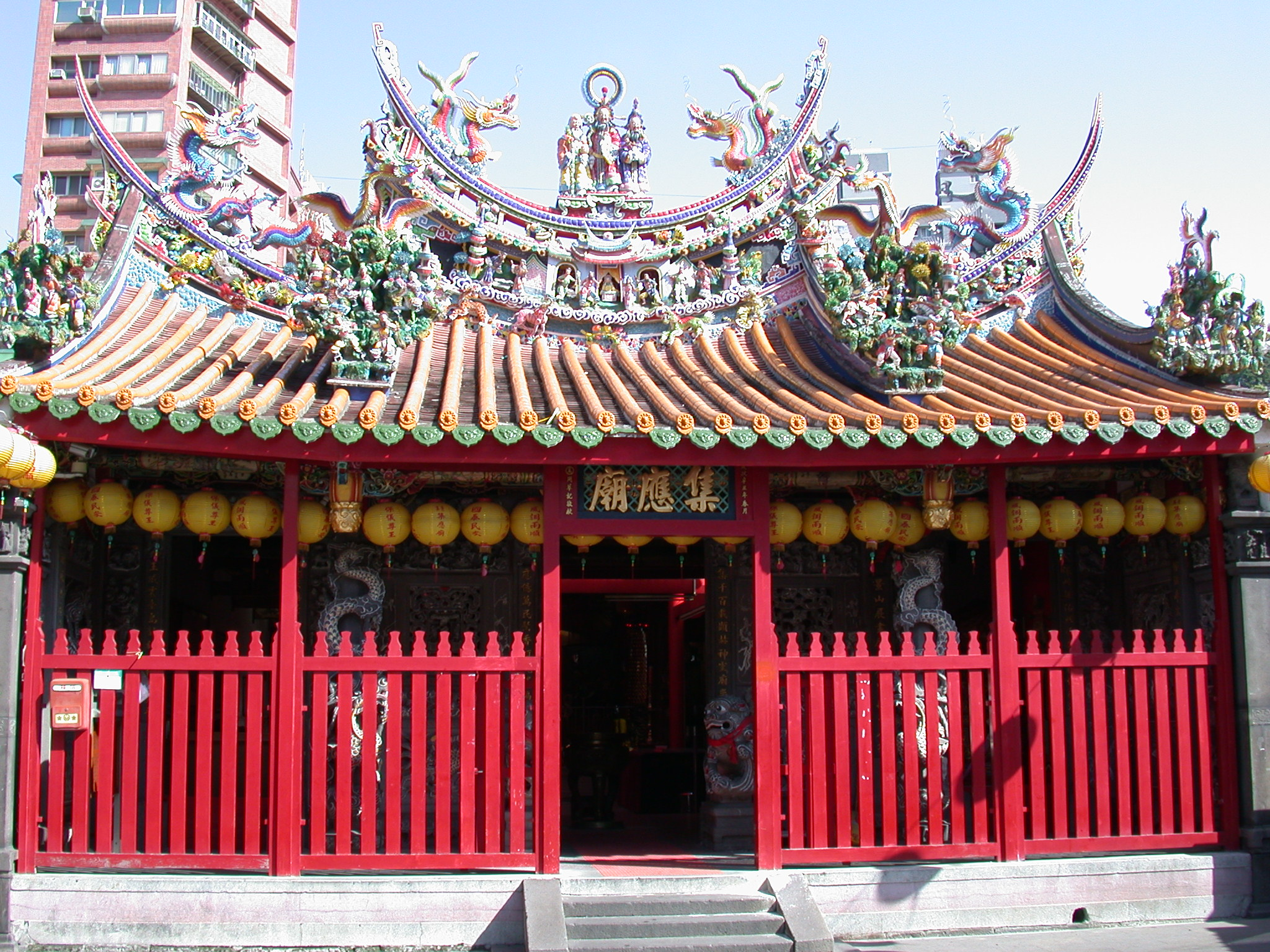
景美集應廟
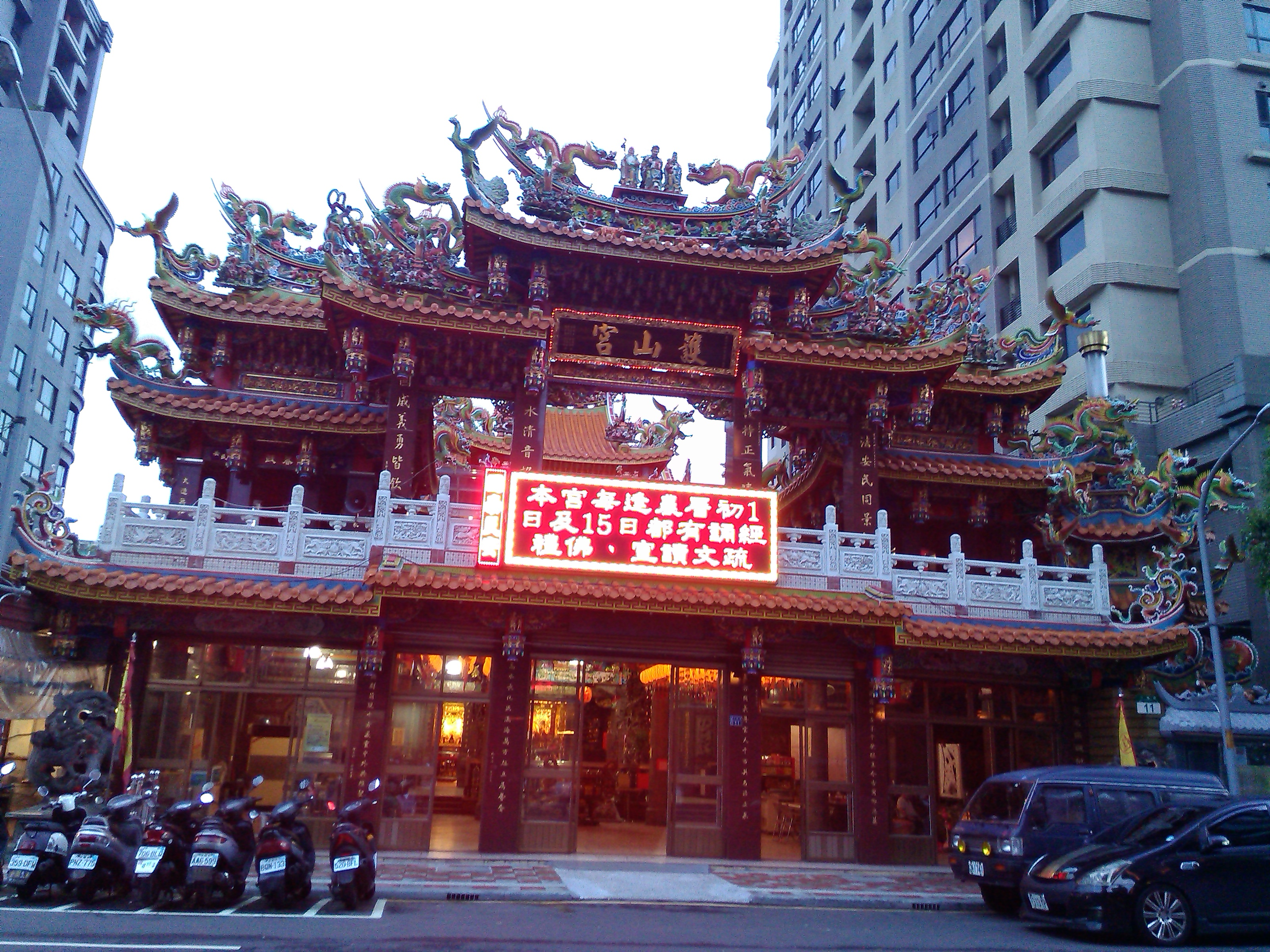
三重護山宮
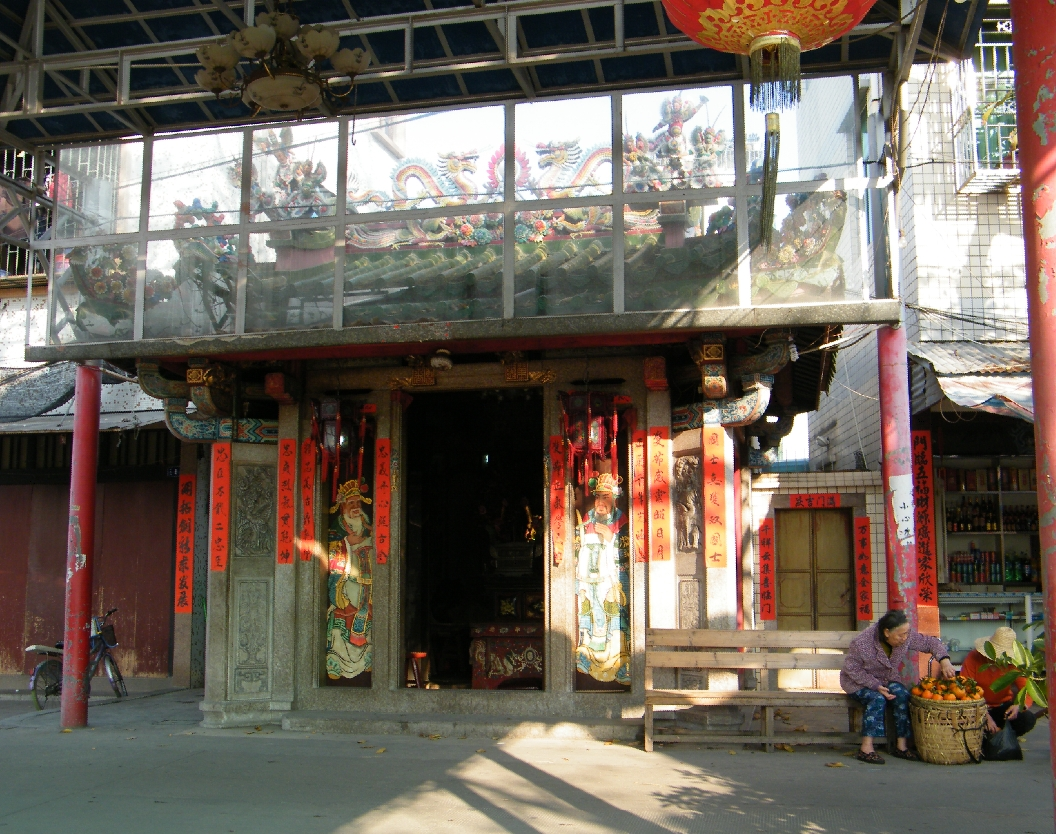
汕头达濠赤港双忠古庙

## 俚語
「尪公無過嶺」、「尪公無頭殼，聖公無手骨」：臺灣清治時期時，漳州移民群居基隆街（今基隆港一帶），而泉州安溪移民開拓暖暖一帶，兩方以獅球嶺為界，漳州人崇奉開漳聖王（俗稱聖公），泉州安溪人信仰雙忠尊王（俗稱尪公）。每逢漳泉械鬥，雙方分別抬出己方守護神，吶喊助威，以祈勝利。械鬥之烈，連神像都難保全，甚至有「尪公無頭殼，聖公無手骨」的俗語。

## 各地慶典
- 農曆正月14日 大安區五年輪值（錦町股、龍安坡股、六張犁股(已分為六張犁及下內埔兩地同日遶境)、坡心股、十二甲股）恭迎保儀大夫、尊王遶境。（各股五年一次）
- 農曆02月15日 內湖新里族三大角(灣仔.石潭.十四分)恭祝關渡宮天上聖母聖誕恭迎保儀大夫暨天上聖母聖誕繞境。（年例）
- 農曆03月12日 萬華加蚋區恭迎保儀大夫遶境。（年例）
- 農曆03月14日 萬華區進天宮保儀大夫遶境。（年例）
- 農曆03月15日 新北永和區溪州保福宮境內聯合恭迎保儀大夫暨保生大帝聖誕繞境。（年例）
- 農曆03月23日 新北永和區秀朗秀和宮境內聯合恭迎保儀大夫暨天上聖母聖誕繞境。（年例）
- 農曆03月25日-26日松山慈祐宮恭祝天上聖母聖誕恭迎保儀大夫暨天上聖母聖誕繞境。（年例）
- 農曆04月7日 木柵忠順廟恭迎保儀大夫出巡。（年例）
- 農曆04月10日 瑞芳忠仁廟保儀大夫遶境。（年例）
- 農曆08月10日 新北三峽區嘉添里恭迎保儀大夫尊王遶境。（年例）
- 農曆08月15日 新北三峽區其他各里恭迎保儀大夫尊王遶境。（年例）
- 農曆08月15日 新北鶯歌區鶯歌福德宮、尖山埔福興宮等恭迎保儀大夫尊王遶境。（年例）
- 農曆08月18日 新北三峽區有木里恭迎保儀大夫尊王遶境。（年例）
- 農曆08月24日 新北三峽區橫溪地區恭迎保儀大夫尊王遶境。（年例）
- 農曆08月28日 新北三峽區舊礁溪里恭迎保儀大夫尊王遶境。（年例）
- 農曆10月15日 景美集應廟保儀尊王遶境。（年例）
- 農曆10月17日 板橋浮洲地區大拜拜。（年例）
- 農曆10月19日 新莊西盛迎保儀大夫。（年例，俗稱西盛大拜拜）
- 木柵集應廟恭迎保儀大夫出巡。（九年一次）

除了上述主祀尪公廟宇有固定時間辦理繞境之外，臺北城信眾每遇家內有喜慶，或樺山町、東門町、東園町等處每年三月下旬輪值舉辦迎尪公祭典，大臺北亦有其餘區域有固定迎尪公的祭典活動，特別是在淡水河沿岸，早期皆為種植茶樹的農業區域，由於茶樹易受病蟲害之影響，因此請來尪公繞境驅除蟲害後，為感念神恩浩蕩，每年固定時間往木柵、景美、汐止等地迎請尪公來繞境。

## 引用資料
1. ↑  ,   [2016-10-11], （原始内容存档于2016-10-11），金門縣政府
2. ↑  .   [2016-10-11]. （原始内容存档于2021-05-16）.，《自由電子報》，2016年9月15日
3. ↑  安史失敗的關鍵——張巡與許遠[]
4. ↑  基隆市鄉土教育資源 鄉土語言 的存檔，存档日期2008-12-20.